# Vela nos Jogos Olímpicos de Verão de 1960 - Star
As provas da classe Star da vela nos Jogos Olímpicos de Verão de 1960 ocorreram entre 29 de agosto e 7 de setembro daquele ano no Golfo de Nápoles, no sul do Mar Tirreno, que banha a Itália. O programa compunha oito regatas. Para esta classe, houve 53 velejadores, em 26 barcos, de 26 nações inscritas.

## Medalhistas
A dupla soviética Timir Pinegin e Fyodor Shutkov finalizou a competição em primeiro lugar, conquistando a medalha de ouro. A prata firmou-se com os portugueses Mário Quina e José Manuel Quina. Por fim, a medalha de bronze ficou com a dupla William Parks e Robert Halperin, dos Estados Unidos.
|  | URS União Soviética          |  | POR Portugal                  |  | USA Estados Unidos            |
|  | Timir Pinegin Fyodor Shutkov |  | Mário Quina José Manuel Quina |  | William Parks Robert Halperin |

## Resultados
Estes foram os resultados da competição:
| Pos.              | No.     | Embarcação     | Nação                  | Tripulação                                | Regata I | Regata I | Regata II | Regata II | Regata III | Regata III | Regata IV | Regata IV | Regata V | Regata V | Regata VI | Regata VI | Regata VII | Regata VII | Total | Pontos |
| Pos.              | No.     | Embarcação     | Nação                  | Tripulação                                | Pts.     | Pos.     | Pts.      | Pos.      | Pts.       | Pos.       | Pts.      | Pos.      | Pts.     | Pos.     | Pts.      | Pos.      | Pts.       | Pos.       | Total | Pontos |
| ----------------- | ------- | -------------- | ---------------------- | ----------------------------------------- | -------- | -------- | --------- | --------- | ---------- | ---------- | --------- | --------- | -------- | -------- | --------- | --------- | ---------- | ---------- | ----- | ------ |
| Medalha de ouro   | SR–3802 | Tornado        | URS União Soviética    | Timir Pinegin Fyodor Shutkov              | 1        | 1516     | 2         | 1215      | 1          | 1516       | 1         | 1516      | 3        | 1039     | 5         | 817†      | 5          | 817        | 8436  | 7619   |
| Medalha de prata  | P–3954  | Ma' Lindo      | POR Portugal           | Mário Quina José Manuel Quina             | 3        | 1039     | 3         | 1039      | 8          | 613†       | 2         | 1215      | 5        | 817      | 1         | 1516      | 3          | 1039       | 7278  | 6665   |
| Medalha de bronze | US–3871 | Shrew II       | USA Estados Unidos     | William Parks Robert Halperin             | 9        | 562†     | 7         | 671       | 4          | 914        | 3         | 1039      | 2        | 1215     | 4         | 914       | 1          | 1516       | 6831  | 6269   |
| 4                 | I–3810  | Merope III     | ITA Itália             | Agostino Straulino Carlo Rolandi          | 4        | 914      | 4         | 914       | 5          | 817        | 10        | 516†      | 1        | 1516     | 2         | 1215      | 7          | 671        | 6563  | 6047   |
| 5                 | Z–4099  | Ali Babà VI    | SUI Suíça              | Hans Bryner Urs-Ulrich Bucher             | 6        | 738†     | 5         | 817       | 2          | 1215       | 5         | 817       | 4        | 914      | 6         | 738       | 2          | 1215       | 6454  | 5716   |
| 6                 | BA–4262 | Gem VII        | BAH Bahamas            | Durward Knowles Sloane Farrington         | 11       | 475†     | 1         | 1516      | 3          | 1039       | 14        | 370       | 11       | 475      | 3         | 1039      | 6          | 738        | 5652  | 5282   |
| 7                 | G–4254  | Bellatrix IX   | EUA Equipe Alemã Unida | Bruno Splieth Eckart Wagner Karsten Meyer | 2        | 1215     | 9         | 562       | 13         | 402        | 4         | 914       | 6        | 738      | DNF       | 101†      | 4          | 914        | 4846  | 4745   |
| 8                 | Y–4058  | Cha-Cha III    | YUG Iugoslávia         | Mario Fafangel Janko Kosmina              | 7        | 671      | 6         | 738       | 14         | 370†       | 8         | 613       | 7        | 671      | 7         | 671       | 8          | 613        | 4347  | 3977   |
| 9                 | BL–4077 | Pimm           | BRA Brasil             | Jorge Pontual Cid Nascimento              | 10       | 516      | 13        | 402†      | 9          | 562        | 6         | 738       | 8        | 613      | 11        | 475       | 9          | 562        | 3868  | 3466   |
| 10                | S–3883  | Mari           | SWE Suécia             | Sune Carlsson Per-Olof Karlsson           | 8        | 613      | 8         | 613       | 12         | 437†       | 11        | 475       | 10       | 516      | 9         | 562       | 12         | 437        | 3653  | 3216   |
| 11                | F–3898  | Frip IV        | FRA França             | Georges Pisani Noël Desaubliaux           | 21       | 194†     | 12        | 437       | 7          | 671        | 12        | 437       | 12       | 437      | 8         | 613       | 10         | 516        | 3305  | 3111   |
| 12                | M–4282  | Olimpia        | HUN Hungria            | István Telegdy István Jutasi              | 12       | 437      | 15        | 340†      | 6          | 738        | 7         | 671       | 13       | 402      | 15        | 340       | 11         | 475        | 3403  | 3063   |
| 13                | RC–3792 | Vesania        | CUB Cuba               | Jorge de Cárdenas Carlos de Cárdenas Jr.  | 15       | 340      | 11        | 475       | 11         | 475        | 18        | 261       | 9        | 562      | DNF†      | 101†      | 16         | 312        | 2526  | 2425   |
| 14                | L–3675  | Bellatrix IX   | FIN Finlândia          | Freddy Ehrström Rolf Zachariassen         | 5        | 817      | 16        | 312       | 10         | 516        | DNF       | 101†      | 22       | 174      | DNF       | 101       | 15         | 340        | 2361  | 2260   |
| 15                | OE–4194 | May-Be 1960    | AUT Áustria            | Harald Musil Franz Eisl                   | 14       | 370      | 10        | 516       | 15         | 340        | 9         | 562       | 20       | 215      | DNF       | 101†      | 19         | 237        | 2341  | 2240   |
| 16                | MX–4294 | Chamukina      | MEX México             | Carlos Braniff Mauricio de la Lama        | 19       | 237      | 17        | 286       | 19         | 237        | 22        | 174†      | 17       | 286      | 12        | 437       | 13         | 402        | 2059  | 1885   |
| 17                | A–3701  | Mizar          | ARG Argentina          | Roberto C. Mieres Víctor Fragola          | 17       | 286      | 22        | 174       | 17         | 286        | 23        | 154†      | 14       | 370      | 14        | 370       | 18         | 261        | 1901  | 1747   |
| 18                | KA–4196 | Pakaria        | AUS Austrália          | Robert French Jack Downey                 | 13       | 402      | 21        | 194†      | 20         | 215        | 21        | 194       | 21       | 194      | 10        | 516       | 20         | 215        | 1930  | 1736   |
| 19                | TH–4163 | Siames-Cat     | THA Tailândia          | Birabongse Bhanudejy Bumphen Chomvith     | 22       | 174†     | 14        | 370       | 21         | 194        | 16        | 312       | 19       | 237      | 20        | 215       | 17         | 286        | 1788  | 614    |
| 20                | GE–4228 | Zefyros        | GRE Grécia             | Nicolaos Vlangalis Spyros Makridakis      | 18       | 261      | 19        | 237       | 18         | 261        | 25        | 118†      | 15       | 340      | 17        | 286       | 21         | 194        | 1697  | 1579   |
| 21                | V–3929  | Espuma del Mar | VEN Venezuela          | Daniel Camejo Peter Camejo                | 23       | 154†     | 23        | 154       | 23         | 154        | 15        | 340       | 18       | 261      | 13        | 402       | 22         | 174        | 1639  | 1485   |
| 22                | E–4084  | Pasodoble      | ESP Espanha            | José Ocejo Emilio Gurruchaga              | 20       | 215      | 24        | 136†      | 22         | 174        | 17        | 286       | 16       | 312      | 16        | 312       | 23         | 154        | 1589  | 1453   |
| 23                | KC–3298 | Scram          | CAN Canadá             | William Burgess William West              | 25       | 118†     | 25        | 118       | 16         | 312        | 13        | 402       | 24       | 136      | 21        | 194       | 24         | 136        | 1416  | 1298   |
| 24                | K–4253  | Twinkle        | GBR Grã-Bretanha       | Roy Mitchell Jean Mitchell                | 16       | 312      | 18        | 261       | 26         | 101†       | 19        | 237       | 25       | 118      | 19        | 237       | 25         | 118        | 1384  | 1283   |
| 25                | M–4282  | Merope         | MLT Malta              | Paul Ripard John Ripard                   | 24       | 136      | 20        | 215       | 24         | 136        | 20        | 215       | DSQ      | 0†       | DNF       | 101       | 14         | 370        | 1173  | 1173   |
| 26                | J–3457  | Danaldo        | JPN Japão              | Mizuki Yamada Yoshimatsu Sakaibara        | 26       | 101†     | 26        | 101       | 25         | 118        | 24        | 136       | 23       | 154      | 18        | 261       | 26         | 101        | 972   | 871    |

### Classificação diária

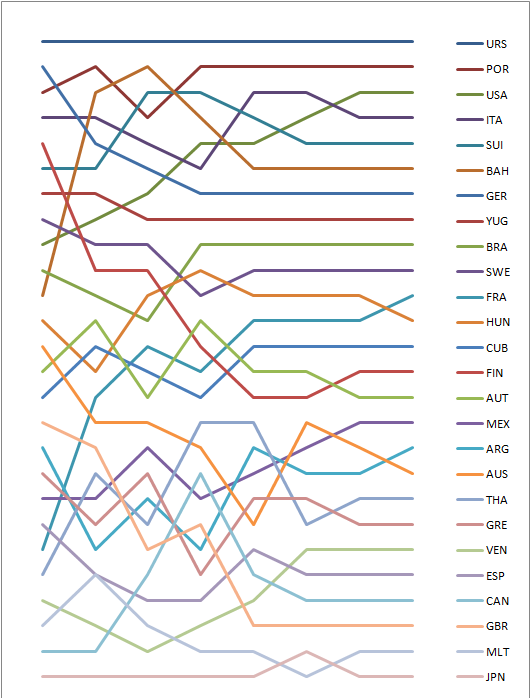
Gráfico mostrando a classificação diária na classe.